# Ferrie Bodde
Ferrie Bodde (Delft, 5 maggio 1982) è un ex calciatore olandese, di ruolo centrocampista.

## Carriera
Ha vestito per 15 anni la maglia dell'ADO Den Haag. Fino al 2000 ha giocato nelle giovanili e poi ha esordito in prima squadra. Nel 2005 ha rinnovato il suo contratto ma l'ADO Den Haag ha terminato all'ultimo posto l'Eredivisie 2006-2007, retrocedendo in Eerste Divisie, e Bodde ha voluto lasciare la squadra.
Nel 2007 è passato allo Swansea City F.C., nonostante avesse ricevuto offerte da Aberdeen, Feyenoord e Zurigo. Nella sua prima stagione con i gallesi ha collezionato 34 presenze e 8 gol.
Nel novembre 2008 ha subito un infortunio ad un ginocchio che gli ha impedito di giocare per tutto il resto della stagione. Durante i primi quattro mesi del campionato aveva segnato sette gol, tra cui uno spettacolare tiro da lontano contro il Preston che ha vinto il premio di "Gol dell'anno" della Football League Championship.
È tornato in campo il 5 settembre 2009 contro il Bristol City ma il 26 settembre si è infortunato di nuovo nella partita vinta per 1-0 contro lo Sheffield United.
È tornato a giocare il 27 febbraio 2010 nella partita vinta per 1-0 contro il Peterborough United ma dopo 32 minuti è uscito dal campo per un altro infortunio, sempre al ginocchio.
Nella stagione 2010-2011 non è mai sceso in campo ma il 30 maggio 2011 i suoi compagni hanno ottenuto una storica promozione in FA Premier League, battendo ai play-off il Reading in finale a Wembley per 4-2.